# Apometzgeria
Apometzgeria là một chi rêu trong họ Metzgeriaceae.